# 탄천중학교
탄천중학교(灘川中學校)는 대한민국 충청남도 공주시 탄천면 삼각리에 있는 공립 중학교이다.

## 학교 연혁
- 1953년 4월 18일 : 탄천중학교 설립인가
- 1953년 6월 20일 : 개교식
- 2000년 3월 1일 : 탄천 초중학교 통합
- 2025년 1월 8일 : 졸업식(초등 제95회 총 5,938명, 중등 제 72회 총 8,973명)
- 2025년 3월 4일 :  입학식(초등 3명, 중등 6명)

## 참고 자료
- 탄천중학교 - 한국교육학술정보원 학교알리미